# Eanred av Northumbria
Eanred av Northumbria, död 840, var en engelsk monark. Han var kung av Northumbria 810–840.